# Le Jugement de Pâris (Rubens)
Le Jugement de Pâris fait référence à plusieurs tableaux représentant le jugement de Pâris réalisés par le peintre flamand Pierre Paul Rubens. On en connaît au moins six versions.
Les versions de 1636 et 1638 sont parmi les plus connues.  Elles révèlent la représentation idéalisée que Rubens fait de la beauté féminine, avec les déesses Vénus, Minerve et Junon d'un côté, et Pâris accompagné de Mercure de l'autre.

## Liste des versions
| Image | Datation                                                     | Caractéristiques                            | Notes                  | Lieu de conservation                | Réf   |
| ----- | ------------------------------------------------------------ | ------------------------------------------- | ---------------------- | ----------------------------------- | ----- |
|       | 1597-1599 env.                                               | 133.9 x 174.5 cm Huile sur panneau de chêne |                        | National Gallery, Londres NG6379    | [ 2 ] |
|       | 1606                                                         | 32,5 x 43,5 cm Huile sur cuivre             |                        | Académie des beaux-arts, Vienne     |       |
|       | 1606-1608                                                    | 89 x 114.5 cm. Huile sur panneau de bois    |                        | Musée du Prado, Madrid P01731       | [ 3 ] |
|       | 1632-5 prob. ou 1636[réf. souhaitée]                         | 144.8 x 193.7 cm Huile sur panneau de chêne |                        | National Gallery, Londres NG194     | [ 4 ] |
|       | 1632-1633[réf. souhaitée], vers 1635 ou 1636[réf. souhaitée] | 144,8 × 193,7 cm Huile sur panneau de bois  | attribué à son atelier | Gemäldegalerie Alte Meister, Dresde | [ 5 ] |
|       | 1638 env.                                                    | 199 x 381 cm Huile sur toile                |                        | Musée du Prado, Madrid P01669       | [ 6 ] |

## Version de 1636
Cette version du Jugement de Pâris suit le récit de l'écrivain grec Lucien de Samosate, Le jugement des déesses. Le tableau illustre l'épisode dans lequel les déesses se voient remettre par Pâris la pomme d'or après que les déesses ont été condamnées par Mercure à se déshabiller.
Ce tableau fut directement élaboré à partir du Jugement de Pâris de Raphaël, gravé par Raimondi, la seule différence étant que Rubens s'était inspiré de l'œuvre vue en miroir. Par ailleurs, la seconde épouse de Rubens, Hélène Fourment, fut une source d'inspiration pour l'artiste qui la représenta dans cette toile sous les traits de Minerve.
L'œuvre fut achetée par la National Gallery de Londres en 1844 où elle est encore exposée.

## Version de 1638
Peint entre 1638 et 1639, cette version du Jugement de Pâris, actuellement exposée au Prado, fut achevée par Rubens très peu de temps avant son décès en 1640. Le tableau lui avait été commandé par le frère du Roi Philippe IV d'Espagne, Ferdinand d'Autriche et à la mort de celui-ci la toile entra dans la collection royale espagnole et orna le Palais du Buen Retiro. En 1788, Charles III d'Espagne jugea le tableau trop impudique et ordonna qu'il soit brûlé mais il décéda avant que son ordre ne soit exécuté.
À la fin du XVIIIe siècle, il fut transporté à la galerie secrète de l'Académie royale des beaux-arts de San Fernando avec un ensemble d'autres tableaux de nus et il fit finalement son entrée au Prado le 5 avril 1828.